# Por Você: Ao Vivo
Por Você: Ao Vivo é um álbum ao vivo em CD e DVD de pagode do Sorriso Maroto, lançado em 2005 pela Deckdisc. O show gravado na casa de espetáculos Olimpo, no Rio de Janeiro, marca o primeiro registro audiovisual do grupo. O repertório mescla grandes sucessos dos dois primeiros CDs do quinteto como "Já Era", "Por Você", "Me Espera", "Nada de Pensar em Despedida", "Preciso Viver" e "Ainda Gosto de Você" com cinco faixas inéditas -  "Engano", "Estrela Maior", "Disfarça", "Me Olha nos Olhos" e "Pra Sempre". O álbum conta com a participação de Arlindo Cruz na faixa "Samba é Bom de Qualquer Jeito".
O álbum chegou a aparecer em quinto lugar dos CDs brasileiros mais vendidos em 2005 em São Paulo.

## Faixas do CD
1. "Ainda Gosto de Você / Me Espera / Coração Deserto"
2. "Engano"
3. "Já Era"
4. "Eu Vacilei"
5. "Estrela Maior"
6. "E Agora?/ Cadê Você"
7. "Adivinha o que?"
8. "Me Olha nos Olhos"
9. "Diz que Quer Ficar"
10. "Disfarça"
11. "Por Você"
12. "Pra Sempre"
13. "Aprendi e Quero Amar"
14. "Nada de pensar em despedida / Marque um lugar / Preciso Viver"

## Faixas do DVD
1. "Tema Maroto"
2. "Ainda Gosto de Você"
3. "Me Espera"
4. "Engano"
5. "E Agora?"
6. "Estrela Maior"
7. "Cadê Você?"
8. "Já Era"
9. "Coração Deserto"
10. "Me Olha nos Olhos"
11. "Diz que Quer Ficar"
12. "Eu Vacilei"
13. "Disfarça"
14. "Aprendi e quero Amar"
15. "Por Você"
16. "Nada de Pensar em Despedida"
17. "Samba É Bom de Qualquer Jeito" (part. Arlindo Cruz)
18. "Adivinha o quê?"
19. "Pra Sempre"
20. "Marque um Lugar"
21. "Preciso Viver"
22. "Tema Maroto"